# São Tiago da Barra

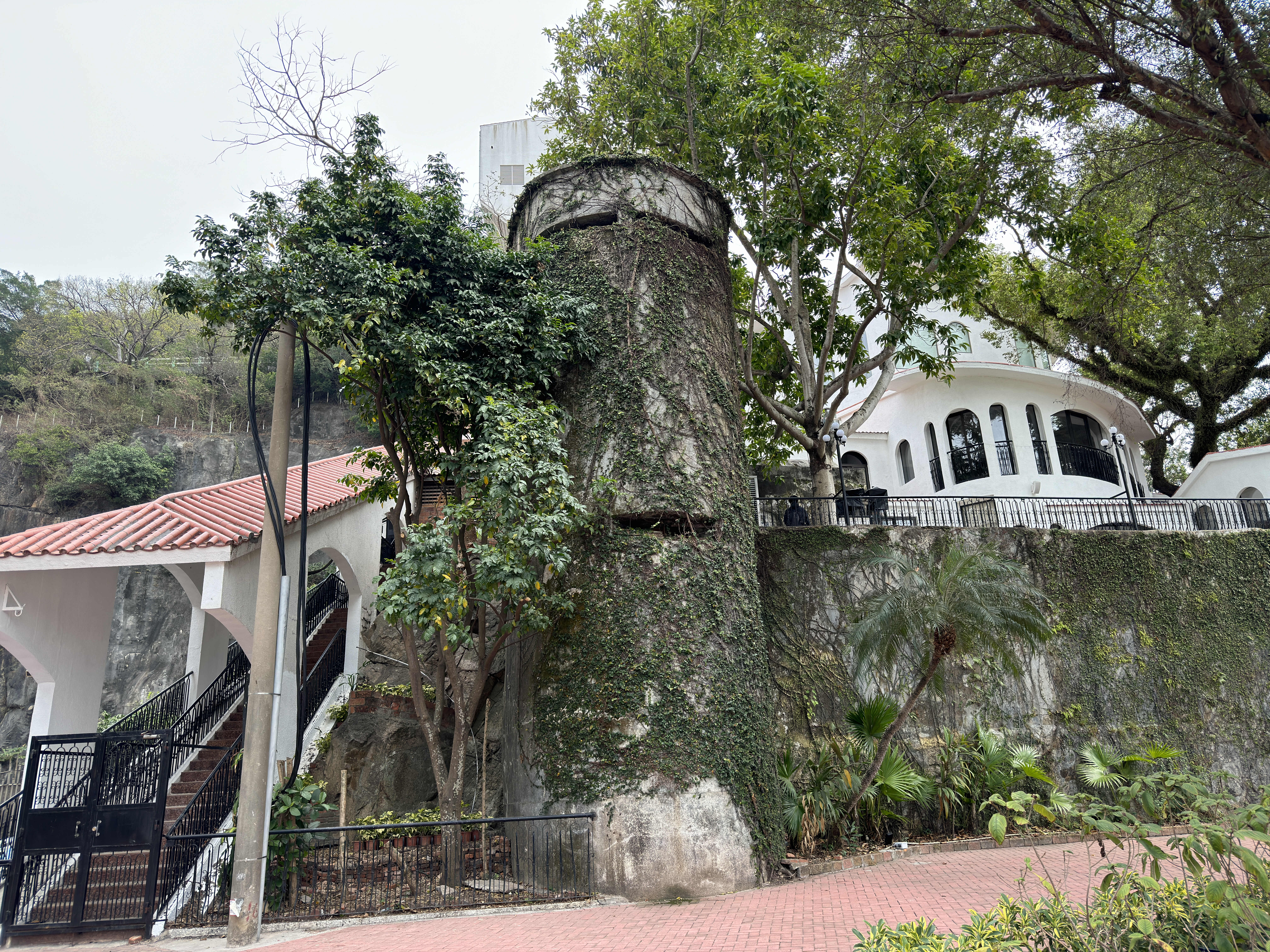
Pousada de São Tiago (2017)

Die Fortaleza São Tiago da Barra (auch Forte da Barra) war eine Kanonenbatterie der Portugiesen in Barra, am Südwestufer von Macau, die 1629 fertig gestellt wurde. Noch davor hatte man mit der Stellung 1622 die Niederländer am Eingang zum inneren Hafen abgewehrt.
Die Bedeutung dieser Befestigung war so groß, dass deren Kommandant im 17. und 18. Jahrhundert direkt vom portugiesischen König ernannt wurde und nicht dem Gouverneur von Macau unterstand. Die neun Meter hohe Mauer auf steinernem Fundament war an der Basis fast sechs Meter dick, an der Mauerkrone noch immer über drei Meter. Das Hauptdeck war 110 Meter lang und 40 Meter breit und lag drei Meter über dem Meer. Auf ihm waren zwölf Kanonen mit einem Kaliber von 24 Pfund und vier 50-Pfünder. aufgestellt. Außerdem gab es eine Wasserzisterne und Unterkünfte für den Kommandanten und 60 Soldaten. Weiter oben auf dem Hügel befanden sich ein Wachhaus und sechs 24-Pfund-Kanonen, während am Fuß des Hügels das Munitions- und Vorratslager und ein großes Haus standen.
1740 wurde in der Festung eine Kapelle errichtet, die dem Patronat des hl. Jakobus (portugiesisch São Tiago), dem Schutzpatron des Militärs, anvertraut wurde. Einer Legende nach soll die Statue des Heiligen nachts im Fort patrouilliert haben, so dass morgens ihre Stiefel immer mit Schlamm verschmutzt waren. Ein Soldat wurde damit beauftragt, die Stiefel jeden Morgen zu reinigen. Als er es einmal versäumte, soll ihn das Schwert des Heiligen am Kopf getroffen haben.
Nach der Abwehr der Niederländer wurden die Kanonen nie wieder verwendet. Während des Zweiten Weltkrieges wurden sie verkauft, um Flüchtlinge aus Hongkong und China mit Reis zu versorgen. In der Folgezeit wurden immer mehr Teile des Forts für neue Straßen abgerissen. 1976 wurde es von der Marinepolizei aufgegeben. Stattdessen wurde 1981 eine Fünf-Sterne-Herberge auf den Mauern errichtet, die Pousada de São Tiago. Neben den erhaltenen Mauern, kann man noch die Zisterne und die Kapelle besichtigen.
Die Restaurierung und Renovierung des Hotelprojekts wurde im Rahmen des von der Pacific Asia Travel Association (PATA) veranstalteten Wettbewerbs zur Wiederverwendung von Baudenkmälern mit dem Excellence Award ausgezeichnet.
Aus dem Fort São Tiago da Barra soll die Si Jagur stammen, eine Kanone, die heute in Jakarta (Indonesien) steht.